# Helena Zakrzewska
Helena Zakrzewska (ur. 26 listopada 1880 w Krzeszowicach, zm. 13 września 1952) – polska pisarka, autorka książek dla dzieci i młodzieży. 

## Życiorys
Urodziła się w Krzeszowicach, w ziemiańskiej rodzinie Feliksa Wiśniewskiego (1845–1919), powstańca styczniowego, i Marii Turzyma (1850–1922). Siostra Marii Wiśniewskiej (1879–1894). Twórczość Zakrzewskiej charakteryzuje się znaczącą obecnością elementów patriotycznych i ojczyźnianych, przez co jej książki były w okresie PRL niedostępne. Zaczęto do niej wracać i wydawać na nowo dopiero w drugiej połowie lat 90.
Jej mężem był Konstanty Zakrzewski, córką Maria (1907–1987), działaczka harcerska, żona Henryka i matka Andrzeja. Została matką chrzestną pisarki Zofii Zakrzewskiej-Klosa.

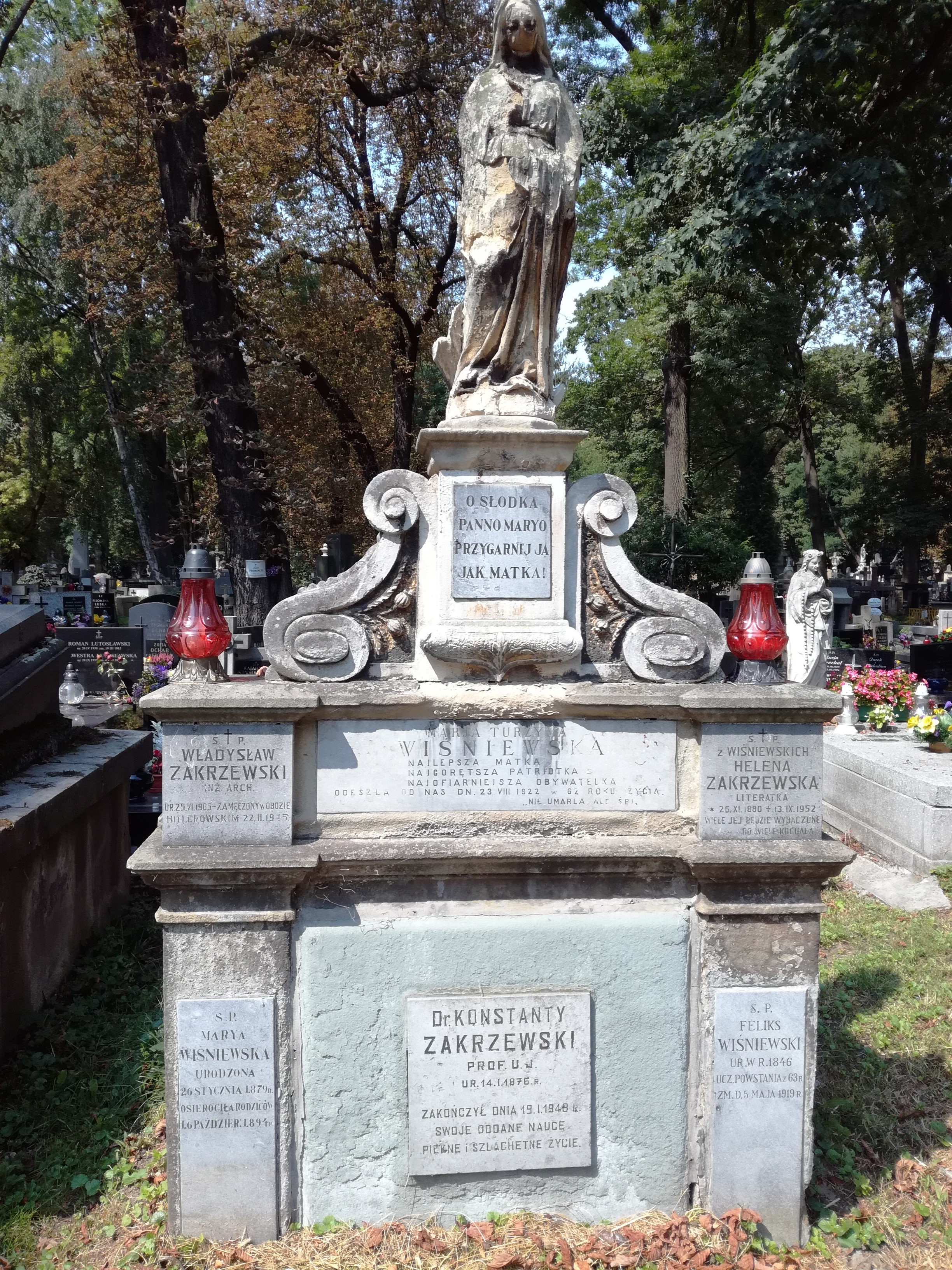
grób prof. Konstantego i Heleny Zakrzewskich na cmentarzu Rakowickim w Krakowie

Pochowana na cmentarzu Rakowickim w Krakowie (kwatera BB-wsch-po prawej Nowosielskich).

## Wybrane utwory
- 1922 – Białe Róże: Powieść dla młodzieży z czasów inwazji bolszewickiej
- 1919 – Dzieci Lwowa
- 1933 – Pojednanie: Opowieść o niedźwiedziu tatrzańskim
- 1929 – Płomień na śniegu
- 1923 – Zaklęty dwór
- 1946 – Zasypana sztolnia. Baśń śląska